# Mala Tokmatschka
Mala Tokmatschka (ukrainisch Мала Токмачка; russisch Малая Токмачка Malaja Tokmatschka) ist ein Dorf im Norden der ukrainischen Oblast Saporischschja mit etwa 200 Einwohnern (2023).

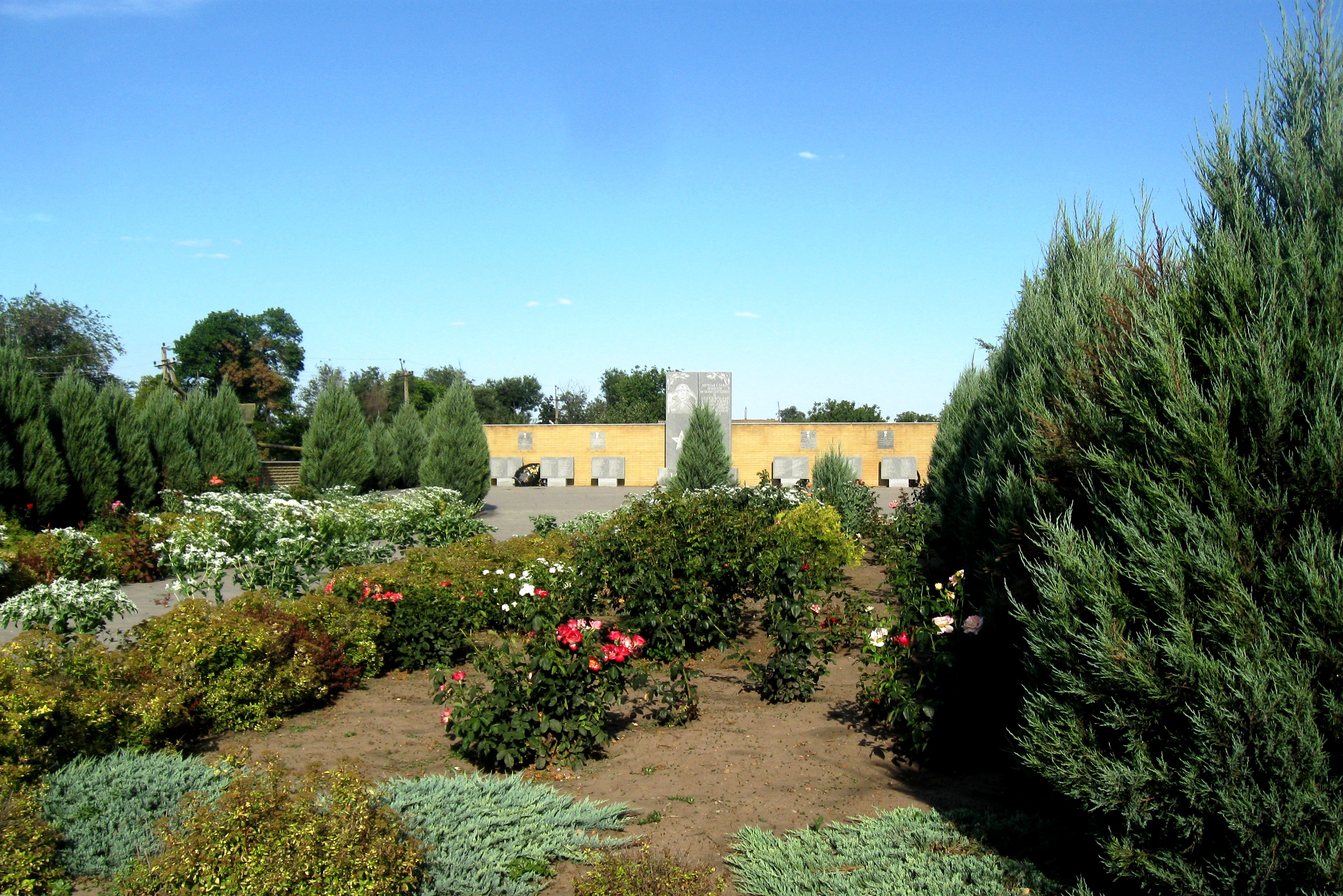
Soldaten-Denkmal im Ort

Das 1783 gegründete Dorf liegt 10 km südöstlich vom ehemaligen Rajonzentrum Orichiw am linken Ufer der 146 km langen Kinska sowie an der Territorialstraße T–08–15. Die Ortschaft besitzt eine Bahnstation an der Bahnstrecke Krywyj Rih–Komysch-Sorja.
Mala Tokmatschka befindet sich etwa 70 km südöstlich vom Oblastzentrum Saporischschja.

## Verwaltungsgliederung
Am 19. August 2016 wurde das Dorf zum Zentrum der neugegründeten Landgemeinde Mala Tokmatschka (Малотокмачанська сільська громада/Malotokmatschanska silska hromada). Zu dieser zählten auch die 3 in der untenstehenden Tabelle aufgelisteten Dörfer, bis dahin bildete es die gleichnamige Landratsgemeinde Mala Tokmatschka (Малотокмачанська сільська рада/Malotokmatschanska silska rada) im Südosten des Rajons Orichiw.
Am 17. Juli 2020 kam es im Zuge einer großen Rajonsreform zum Anschluss des Rajonsgebietes an den Rajon Polohy.
Folgende Orte sind neben dem Hauptort Mala Tokmatschka Teil der Gemeinde:
| Name                     | Name         | Name                        |
| ukrainisch transkribiert | ukrainisch   | russisch                    |
| ------------------------ | ------------ | --------------------------- |
| Bilohirja                | Білогір'я    | Белогорье (Belogorje)       |
| Luhiwske                 | Лугівське    | Луговское (Lugowskoje)      |
| Nowopokrowka             | Новопокровка | Новопокровка (Nowopokrowka) |

## Geschichte
Bei der ukrainische Gegenoffensive im Juni 2023 nach russischen Überfall auf die Ukraine 2022 versuchten die 47. Brigade und 33. Brigade am 8. Juni bei Mala Tokmatschka ein Minenfeld zu überqueren. Russische Kampfhubschrauber beschossen zudem die Angreifer mit Panzerabwehrraketen. Insbesondere durch Minen wurden 25 ukrainische Panzerfahrzeuge zerstört. Bei den liegen gebliebenen Fahrzeugen handelt es sich um 17 M2 Bradley, vier Leopard 2A6 Panzer, drei Leopard 2R und einen Bergepanzer 2 Wisent. Wisent und Leopard 2R sind gepanzerte Fahrzeuge die auch zum Räumen von Minenfeldern entwickelt wurden.